# George M. Woodwell
George Masters Woodwell (Cambridge (Massachusetts), 23 de octubre de 1928- Woods Hole (Massachusetts), 18 de junio de 2024) fue un ecologista estadounidense. Fundó varios programas en ecología, primero en el Laboratorio Nacional de Brookhaven, luego en el Laboratorio de Biología Marina en Woods Hole, Massachusetts y en el Centro de Investigación Woods Hole, ahora conocido como Centro de Investigación Climática Woodwell, que fundó en 1985.
Es conocido por su trabajo sobre los efectos de la radiación ionizante en los ecosistemas forestales, su trabajo para prohibir el uso del pesticida DDT en los Estados Unidos y sus llamadas la atención sobre la amenaza del cambio climático como resultado de la combustión de combustibles fósiles. Fue uno de los primeros científicos en dar la alarma sobre el cambio climático, testificando ante el Congreso sobre los impactos del cambio climático en 1986.
Fue miembro fundador del Fondo de Defensa Ambiental y del Consejo de Defensa de los Recursos Naturales.

## Primeros años
Hijo de profesores (Philip McIntire Woodwel y Virginia Sellers). Pasaba los veranos en la granja familiar en Maine.Asistió a la Boston Latin School. Se graduó en biología en el Dartmouth College.(1950). Sirvió en la Armada de los Estados Unidos de 1950 a 1953. Doctor en botánica por la Duke University (1958).

## Carrera
Tras su doctorado, fue profesor de botánica durante tres años en la Universidad de Maine. 
En 1961, comenzó a trabajar en el Laboratorio Nacional de Brookhaven. En un experimento pionero, colocó una fuente de radiación gamma (Cesio-137, 9500 curies)  en el centro de un bosque de robles y pinos y, a lo largo de diez años, documentó los cambios en la estructura y función de las plantas del bosque. Concluyó que los organismos con la estructura más sofisticada morirán primero cuando se expongan al estrés. Los organismos más simples son más resistentes. Postuló que los resultados que encontró en el ecosistema forestal eran extrapolables al ecosistema global: los sistemas naturales se degradarán en un patrón predecible cuando se expongan al estrés crónico.   
La investigación de Woodwell sobre pesticidas se centró en el DDT, advirtió sobre sus efectos nocivos en la vida silvestre. Ese trabajo contribuyó a la prohibición del uso de DDT en Estados Unidos. El grupo de científicos y abogados que trabajó sobre el DDT creó el Fondo de Defensa Ambiental en 1967.  

Woodwell con profesores y estudiantes en el Centro de Ecosistemas del Laboratorio de Biología Marina en 1980

Woodwell llevó a cabo una amplia investigación sobre el ciclo del carbono en los bosques y estuarios de América del Norte.  Fue uno de los primeros en reconocer que el cambio climático creaba un sistema de retroalimentación positiva: el calentamiento alimentaba el calentamiento, amenazando con aumentar el ritmo del cambio climático con el tiempo. En 1972, Woodwell celebró una conferencia titulada Carbono y la Biosfera, en Brookhaven, con más de 50 biólogos, climatólogos y oceanógrafos. Fue la primera reunión internacional que abordó directamente el cambio climático. En 1979, la administración Carter pidió a Woodwell y a otros cuatro científicos un informe sobre el impacto ecológico del aumento del dióxido de carbono atmosférico. Según James Gustave Speth, entonces presidente del Consejo de Calidad Ambiental de la Casa Blanca, “el informe predijo ‘un calentamiento que probablemente será notorio dentro de los próximos 20 años’ y pidió una acción temprana. " 
En 1970, fue miembro fundador del Consejo de Defensa de los Recursos Naturales . En 1982, Woodwell ayudó a fundar el Instituto de Recursos Mundiales . 
En 1975, Woodwell fundó el Centro de Ecosistemas en el Laboratorio de Biología Marina Woods Hole .  y en 1985 el Centro de Investigación Woods Hole .  Desempeñó un importante papel en la Convención Marco sobre el Cambio Climático en 1992, que fue aprobada por 92 países en la Cumbre de la Tierra de Río de Janeiro. 
En 1986 testificó ante el Congreso sobre los impactos del cambio climático .   Fue la primera audiencia del Congreso sobre el cambio climático. Su testimonio detalló la amenaza del deshielo global del permafrost y la importancia de los bosques. 

## Vida personal
Woodwell y su esposa Katharine tuvieron cuatro hijos.  Murió en  2024, a la edad de 95 años. 

## Premios y honores
Miembro de la Academia Estadounidense de las Artes y las Ciencias (1980)  y de la Academia Nacional de Ciencias (1990). 
En 1997, Woodwell recibió el  Premio Anual Heinz en materia de Medio Ambiente,  y en 2001 el Premio Ambiental Volvo . 
En 2020, el Centro de Investigación Woods Hole pasó a llamarse Centro de Investigación Climática Woodwell  para enfatizar el enfoque científico en el cambio climático. 

## Libros
- Un mundo para vivir: la visión de un ecologista para un planeta saqueado (MIT Press, 2016) [13]
- La naturaleza de una casa: construyendo un mundo que funcione (Island Press, 2009) [14]
- Los bosques en un mundo pleno (Yale University Press, 2001) [15]
- con Fred T. Mackenzie Retroalimentaciones bióticas en el sistema climático global: ¿El calentamiento alimentará el calentamiento? (1995)
- con Kilaparti Ramakrishna Los bosques del mundo para el futuro: su uso y conservación (1993)
- La Tierra en transición: patrones y procesos de empobrecimiento biótico (Cambridge University Press, 1991) [16]